# Rahrdum
Rahrdum ist ein Stadtteil von Jever im Landkreis Friesland in Niedersachsen.
Der Ort liegt 1,5 Kilometer südlich von Jevers Kernbereich an der Kreisstraße K 332, nördlich und westlich des Ortes verläuft die Landesstraße L 813. Südlich liegt der Flugplatz Jever, ein inzwischen entwidmeter deutscher Fliegerhorst der Luftwaffe. Südöstlich, südlich und südwestlich erstreckt sich das 740 ha große Waldgebiet Forst Upjever mit dem 116 ha großen Naturschutzgebiet Upjever und Sumpfmoor Dose.

## Vereine
- Reitverein Rahrdum e. V.[1]